# NHK茂木飯中継局
NHK茂木飯中継局（エヌエイチケイもてぎいいちゅうけいきょく）は、栃木県芳賀郡茂木町に置かれていたNHKのアナログテレビ中継局。

## 概要
- 当中継局は、芳賀郡茂木町大字飯字下飯の下飯東方高地に置かれていたが、共同受信施設の整備が整ったことから、2003年3月31日をもって廃止された。

## 中継局概要（廃止時点）
| 放送局名          | チャンネル | 空中線電力        | ERP  | 放送対象地域 | 放送区域内世帯数 | 偏波面   |
| NHK東京総合テレビ | 43ch       | 映像3W /音声750mW | 不明 | 関東広域圏   | 不明             | 垂直偏波 |
| NHK東京教育テレビ | 45ch       | 映像3W /音声750mW | 不明 | 全国放送     | 不明             | 垂直偏波 |